# Hyunmoo

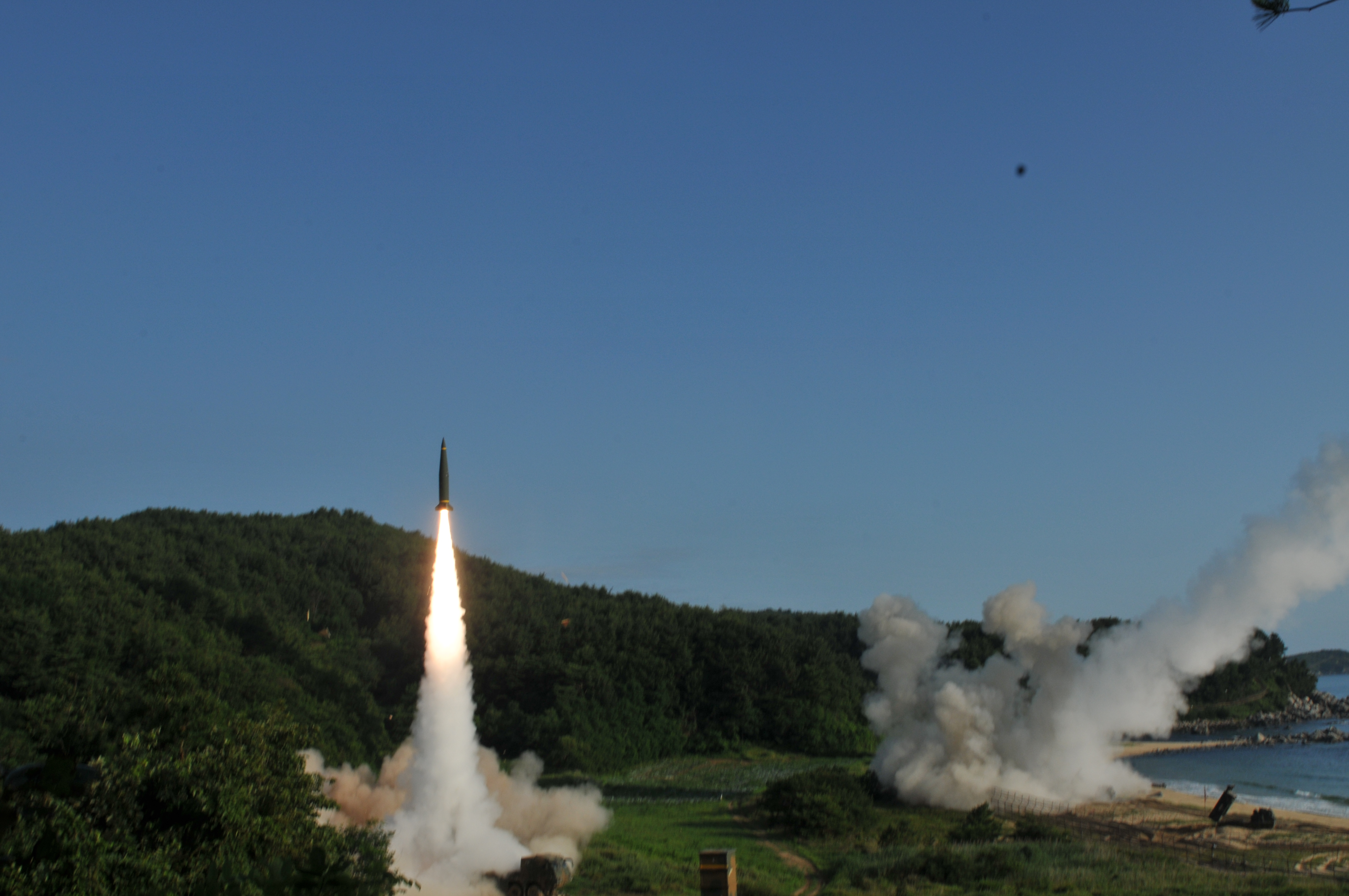
Tir d'un missile Hyunmoo-2 le 5 juillet 2017.

Hyunmoo (hangeul : 현무, signifiant littéralement « Gardien du Ciel Nord » ou que l'on pourrait traduire également par « Ange gardien des cieux nordiques ») est le nom d'une série de missiles balistiques ou de missiles de croisière conçus et produits en Corée du Sud par l'Agence sud-coréenne de développement de la défense [DAPA] et Hanwha Aerospace. Ils sont en service dans les forces armées de la République de Corée.

## Historique
Les directives américaines et sud-coréennes sur les missiles balistiques de 1979 ont arrêté le développement des missiles balistiques sud-coréens.
Le premier lancement d'un missile Hyunmoo, dérivé du missile sud-coréen Paekgom, lui-même dérivé du missile sol-air MIM-14 Nike Hercules a été mené avec succès en 1982 en raison de rebondissements dans la situation politique interne de la Corée du Sud puis un deuxième essai a été mené en septembre 1985 par le Defense Systems Test Center (DSTC).
En 1986, la Corée du Sud a réussi le lancement d'un missile avec une charge utile de 480 kg et une portée de 180 km. Les États-Unis ont toutefois demandé à la Corée du Sud de leur fournir des informations techniques sur le Hyunmoo et ont demandé au gouvernement sud-coréen de ne pas développer des missiles d'une portée supérieure à 180 km. Après s'être pliée aux exigences des États-Unis, la Corée du Sud commence un programme de production d'un nombre limité de missiles Hyunmoo sous le contrôle des États-Unis jusqu'à ce que la production prenne fin.
La version améliorée du Hyunmoo-2A, le Hyunmoo-2B, est mise en service à la fin de l'année 2009, disposant d'une portée de 500 km.
Un missile de croisière a été développé à la fin des années 1990, le Hyunmoo-3, qui semble très similaire au BGM-109 Tomahawk américain. Le Hyunmoo-3C a une portée de 1 500 km.
En 2012, les États-Unis et la Corée du Sud signent un accord autorisant la Corée du Sud à développer des missiles d'une portée de 800 km, capables de frapper des cibles précises n'importe où en Corée du Nord. 
Une révision effectuée des accords avec les États-Unis en 1997 a permis à la Corée du Sud de développer un missile balistique transportant une ogive de 500 kg avec une portée maximale de 300 km. Ce missile, initialement connu sous le nom de Hyunmoo-2 (également orthographié Hyeonmu-2), est maintenant connu sous le nom de Hyunmoo-2A.
Une nouvelle révision des directives en 2012  a permis à Séoul d'étendre la portée et/ou la charge utile de ses missiles balistiques. Par exemple, il permettait aux missiles balistiques sud-coréens d'avoir une portée maximale de 800 km avec une ogive de 500 kg capables de frapper des cibles précises n'importe où en Corée du Nord; de 500 km avec une ogive de 1 000 kg; et de 300 km avec une ogive de 2 000 kg.
Le 4 avril 2014, la Corée du Sud effectue un nouveau tir de ce type de missile dans un contexte de provocations par le Nord alors que quelques jours auparavant les deux pays avaient échangé des tirs d'artillerie le long de leur frontière maritime disputée.
Le président américain Donald Trump et son homologue sud-coréen, Moon Jae-in, ont annoncé le 7 novembre 2017 qu'ils avaient conclu un accord pour supprimer la limite de masse des ogives pour les missiles sud-coréens.
En mars 2020 démarre les tirs d'essais du Hyunmoo-4 de 800 km de portée.
Le 21 mai 2021, lors d’une rencontre bilatérale entre le président Joe Biden et son homologue sud-coréen Moon Jae-In, les États-Unis ont annoncé la fin des limitations de portée et d’emport pour les missiles sud-coréens. Cela pourrait permettre de développer des missiles balistiques d'une portée de 5 000 km.
Les neuf sous-marins de 3 000 t Jangbogo-III/KSS-III dont la construction débute fin 2015 pour une mise en service à partir de 2020 se verront équipés de six tubes de lancement de missile verticaux qui pourront abriter des missiles balistiques de courte portée Hyunmoo-2. Un premier tir en plongée depuis un de ses sous-marins a lieu le 2 septembre 2021.
Fin 2024, La Corée du Sud présente le Hyunmoo-5, un missile balistique mobile super lourd, développé depuis 2016. Il peut emporter une ogive conventionnelle de huit tonnes, ce qui en fait l'une des plus lourdes ogives non nucléaires au monde, spécialement conçue pour pénétrer des infrastructures souterraines à une profondeur de plus de 100 mètres. Avec une masse totale de 36 tonnes et une poussée de 75 tonnes, à deux étages, mesurant environ 16 mètres de long avec un diamètre de 1,6 mètre, le Hyunmoo-5 à une portée estimée entre 300 et 3 000 km (Janes) ou 5 000 km selon d'autres sources, ce qui le classe dans la catégorie des missiles balistiques à portée intermédiaire (sigle [IRBM] en anglais). Il est lancé à froid, éjecté de son tube à l'aide d'un gaz comprimé et son système propulsion à propergol solide est alors allumé. Il est porté par un véhicule à 18 roues motrices qui effectue le lancement. Hanwha Aerospace prévoit une production annuelle d'environ 70 unités, avec un objectif final de 200 missiles.

## Variantes
| Modèle     | Portée   | Charge utile | Type                         | Notes                                                                                 |
| Hyunmoo-1  | 180 km   | 500 kg       | missile balistique sol-sol   | Dérivé du Paekgom                                                                     |
| Hyunmoo-2A | 300 km   | 1 000 kg     | missile balistique sol-sol   | Dérivé du Hyunmoo-1 et du Iskander                                                    |
| Hyunmoo-2B | 500 km   | 1 000 kg     | missile balistique sol-sol   | Dérivé du Hyunmoo-2A. Avec une charge réduite à 500 kg, sa portée dépasserait 800 km. |
| Hyunmoo-3A | 500 km   | 500 kg       | missile de croisière sol-sol | -                                                                                     |
| Hyunmoo-3B | 1 000 km | 500 kg       | missile de croisière sol-sol | Dérivé du Hyunmoo-3A                                                                  |
| Hyunmoo-3C | 1 500 km | 500 kg       | missile de croisière sol-sol | Dérivé du Hyunmoo-3B                                                                  |
| Hyunmoo-5  | 3 000 km | 8 tonnes     | missile balistique sol-sol   | Présenté en 2024                                                                      |

## Spécifications techniques

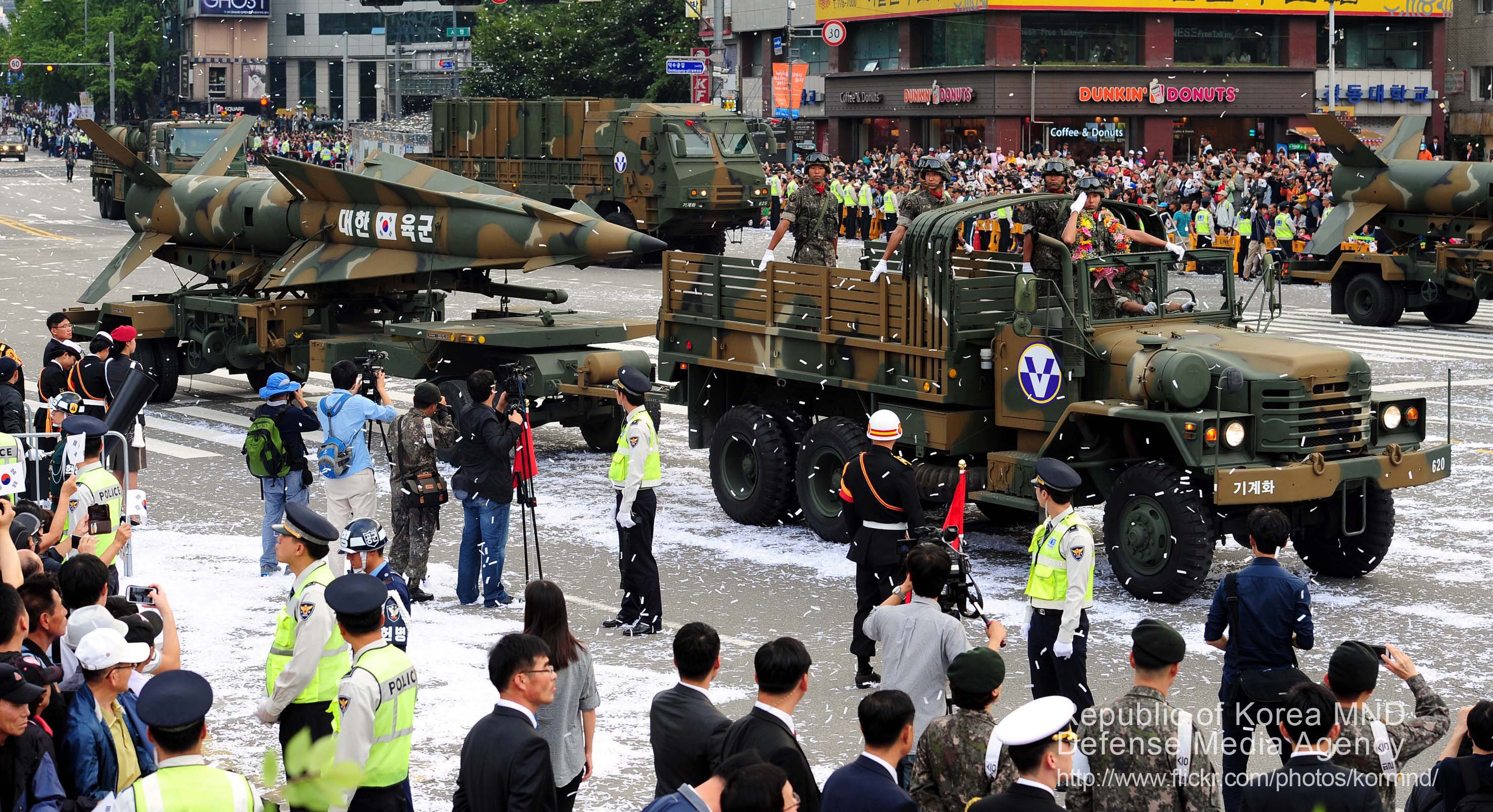
Un Hyunmoo-1 défilant le 1er octobre 2013.

### Hyunmoo-1
| Spécification         | Hyunmoo-1                                                             |
| Longueur              | 12,53 m en tout 8,18 m second étage                                   |
| Diamètre              | 0,80 m booster 0,53 m second étage                                    |
| Envergure             | 3,50 m booster 1,88 m second étage                                    |
| Masse                 | 4 850 kg au lancement 2 505 kg second étage                           |
| Vitesse maximale      | 3,65 Mach (4 470 km/h)                                                |
| Portée                | 180 km                                                                |
| Altitude de croisière | 45 700 m                                                              |
| Premier étage         | booster Hercules M42 (4x M5E1 Nike) 978 kN (220 000 lbf) total        |
| Second étage          | booster Thiokol M30 44,4 kN (10 000 lbf)                              |
| Tête conventionnelle  | Ogive T-45 HE 500 kg et contenant 272 kg de HBX-6 M17 à fragmentation |

### Hyunmoo-2B
Le Hyunmoo‑2B est opérationnel depuis 2009, emportant une charge de 1 t, sa portée est de 500 km.

### Hyunmoo‑2C
Le Hyunmoo‑2C, présenté pour la première fois en 2017, a une portée de 800 km et bénéficierait d’un guidage terminal.
Un tir effectué le 4 octobre 2022 par l'armée coréenne a échoué. Le missile s'est écrasé quelques secondes après son lancement et a atterri dans l'enceinte même de la base de lancement.

### Hyunmoo-3A

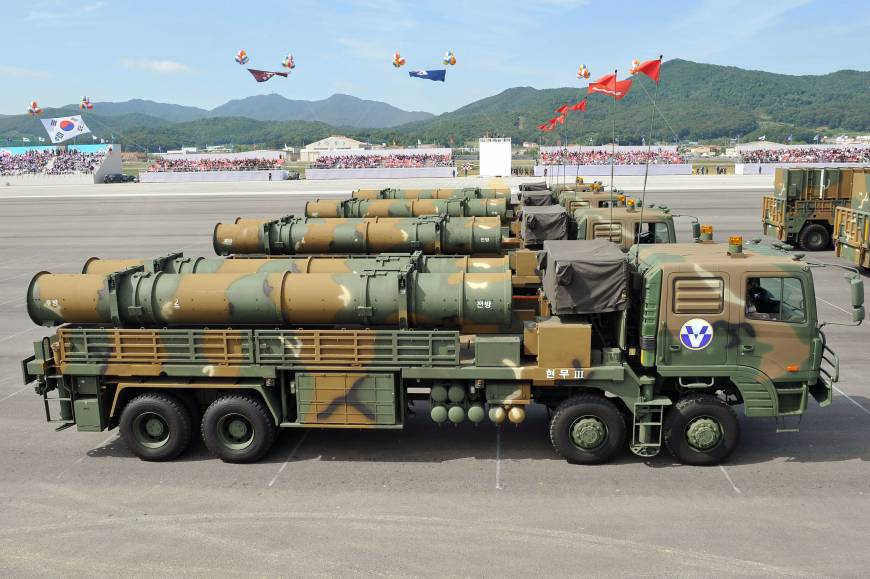
Tracteur-érecteur-lanceur de Hyunmoo-3 de l’armée de terre sud-coréenne en 2017.

### Hyunmoo 4
Les deux premiers tirs de ce missile de 800 km de portée avec une charge utile de deux tonnes ont lieu mi-mars 2020 depuis le district de Taean. Un a été un échec.

### Hyunmoo-5
| Spécification      | Hyunmoo-5                                        |
| Longueur           | 16 m                                             |
| Diamètre           | 1,6 m                                            |
| Masse              | 36 tonnes                                        |
| Poussée            | 75 tonnes                                        |
| Étages             | 2                                                |
| Portée             | 300 à 3 000 km                                   |
| Tête à pénétration | 8 tonnes d'explosif classique, pénétration 100 m |